# 德杜倫斯

德杜倫斯 (De Doorns) 地理位置

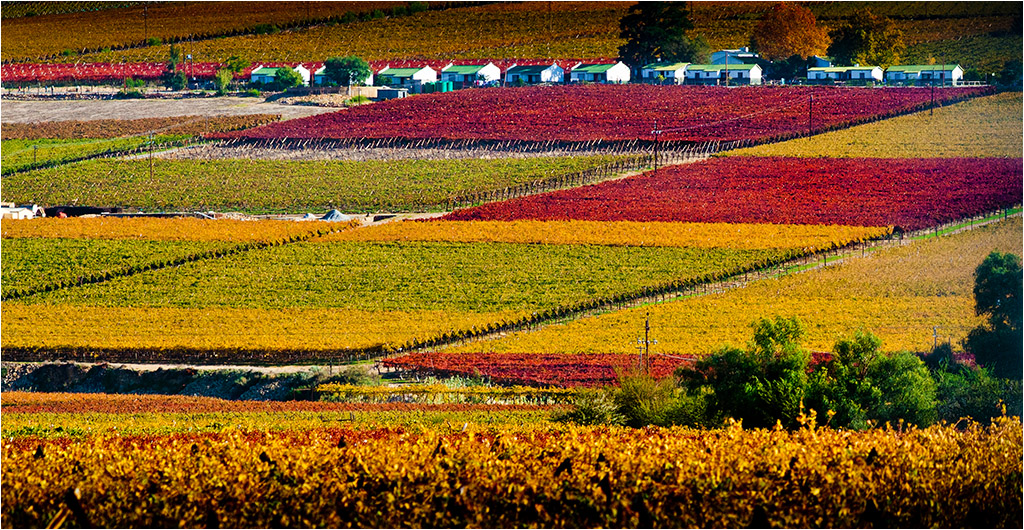
德杜倫斯一景

德杜倫斯（即荊棘之意），是一座位於南非共和國的小鎮，隸屬西開普省酒園自治區。據說荷蘭拓荒者第一次抵達該地時，此處佈滿荊棘，因而得名。

## 位置
德杜倫斯位處六角河谷中，東北綿延32公里迄於伍斯特，西南40公里處臨陶斯勒菲。 此處是培植葡萄出口的中心區域，共有超過200座葡萄莊園。

## 歷史
德杜倫斯最早出現文獻中的記載可考自1725年，源自荷蘭語：De Doorns boven aan de Hex Rivier，即「上六角河的荊棘地」之意。塔爾巴赫（Tulbagh）在1819年宣稱該莊園為自己所有，並在1822年於此設立自己的官邸。 
1875年，開普省行政首長約翰．摩特諾為了延伸南非的開普的鐵路線（Cape Government Railways），買下德杜倫斯莊園的土地並在此設立火車站。1877年鐵路開通，德杜倫斯車站西連結至開普敦海岸，以東通往以開採金礦聞名的金伯利，帶動了德杜倫斯地區的發展。